# 宇宙航空研究開發機構

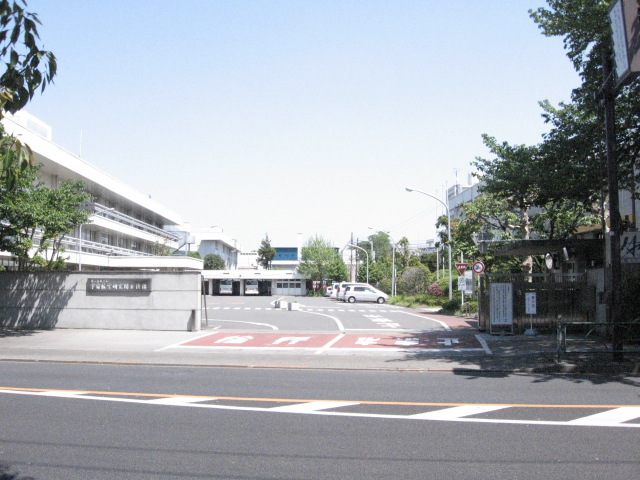
JAXA總部（原航空宇宙技術研究所總部）

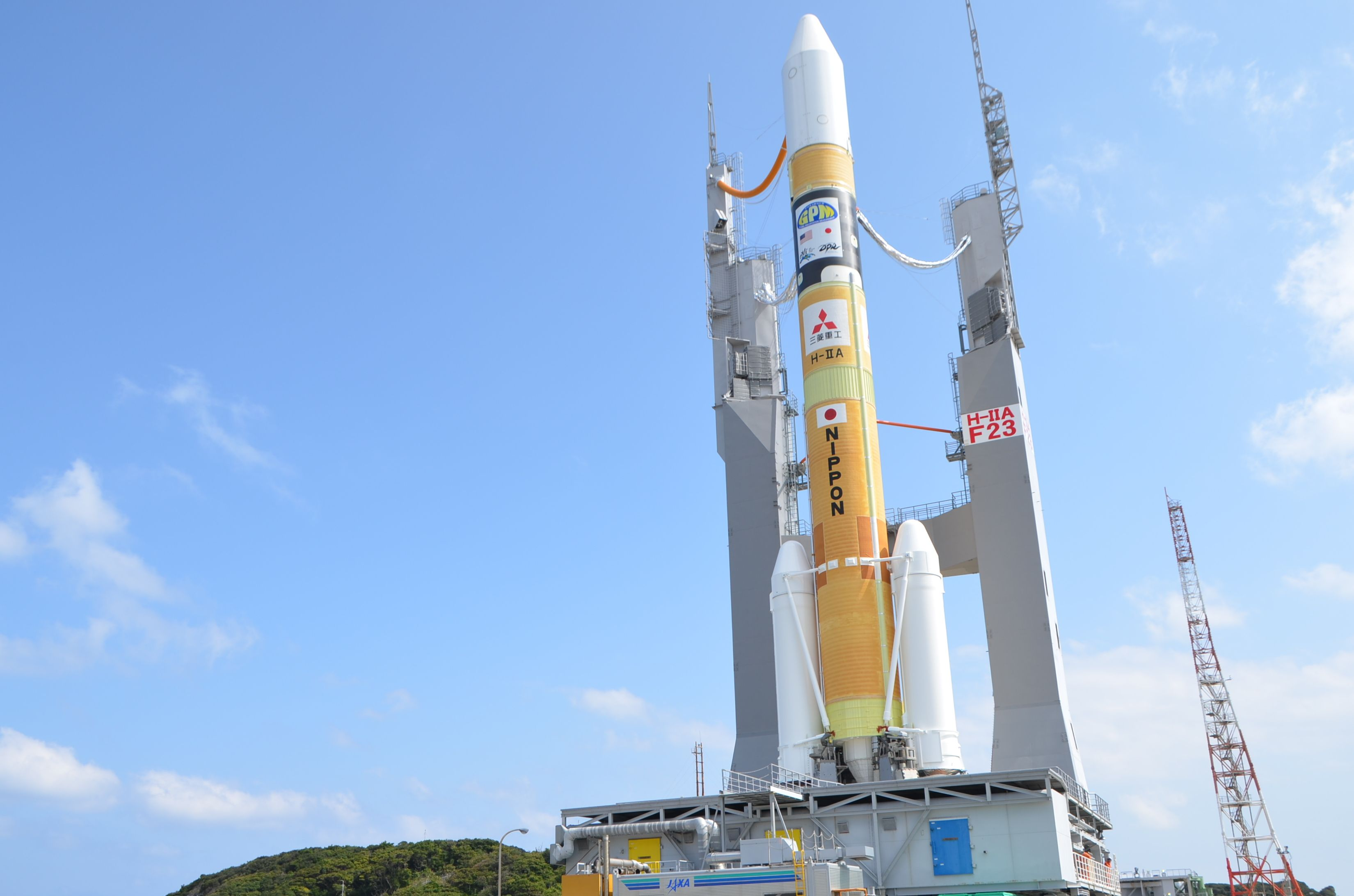
種子島宇宙中心

宇宙航空研究開發機構（日语：／ uchū kōkū kenkyū kaihatsu kikō，縮寫：JAXA），簡稱宇宙機構、宇宙航空機構，是日本負責航太的國家研究及發展機構，為文部科學省屬下的國立研究開發法人之一，同時也是同類型法人機構中規模最大的。其主要任務包括研究、开发人造卫星與发射载具，其它任务包括探测小行星和未来可能的登月工程等。
宇宙航空研究開發機構於2003年10月1日由3個與日本航太事業有關的政府機構：文部科學省宇宙科學研究所（ISAS）、獨立行政法人航空宇宙技術研究所（NAL）、宇宙開發事業團（NASDA）合併而成。總部位於東京都調布市，並在鹿兒島縣的種子島設有太空中心。

## 历史

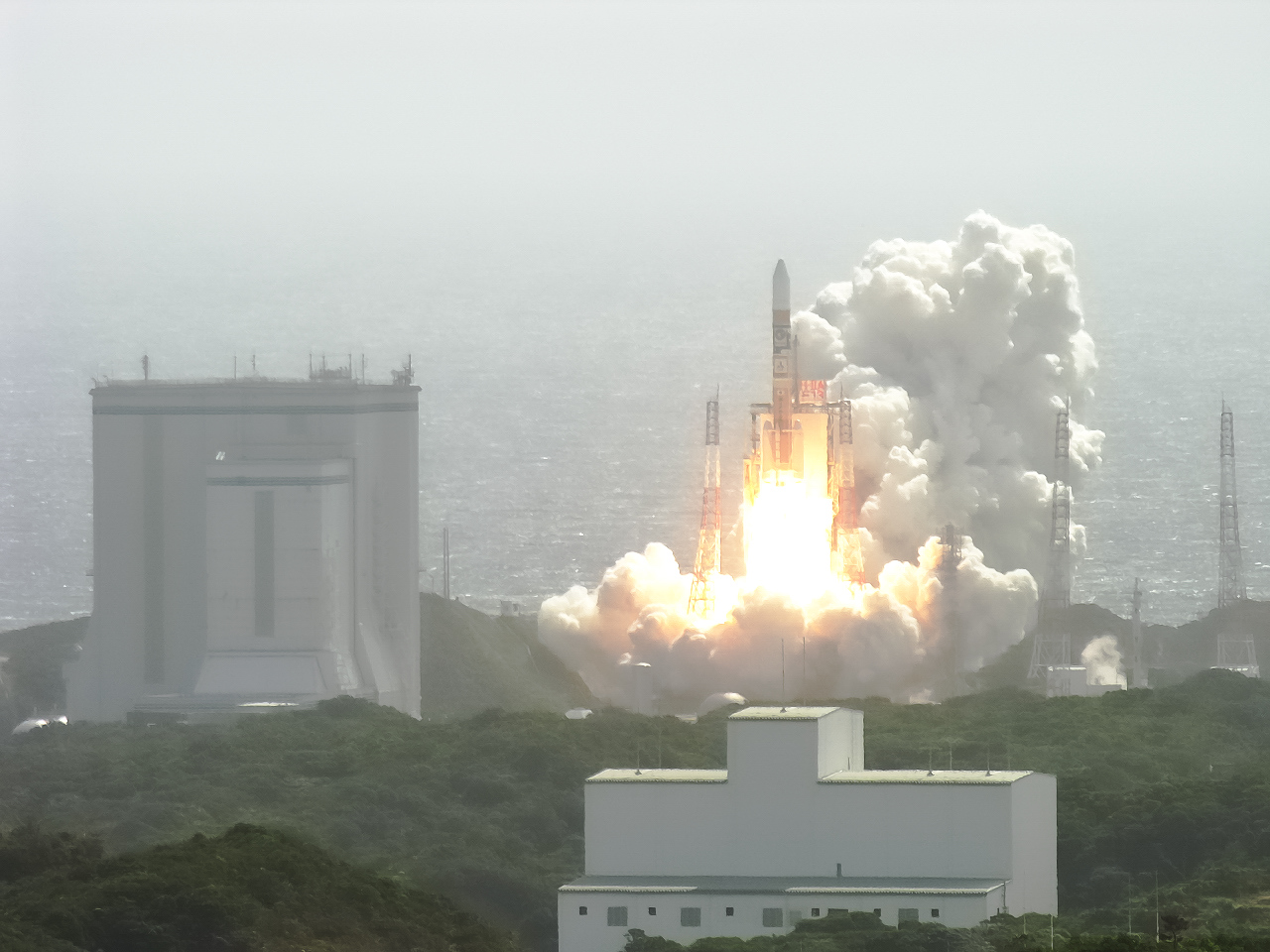
种子岛宇宙中心

2003年10月1日，文部科學省宇宙科学研究所、航空宇宙技術研究所、宇宙開發事業团合并成宇宙航空研究開發機構。
此前，宇宙科学研究所的责任是宇宙与行星的研究。同时，航空宇宙技術研究所集中在航空研究。1969年10月1日建立的宇宙開發事業团曾经开发过火箭和卫星，也制作了国际空间站的希望號實驗艙。宇宙開發事業团也训练过宇航员參與美国的太空梭計畫。合并后，宇宙開發事業团总部改为種子島宇宙中心。

## 火箭研制与使用

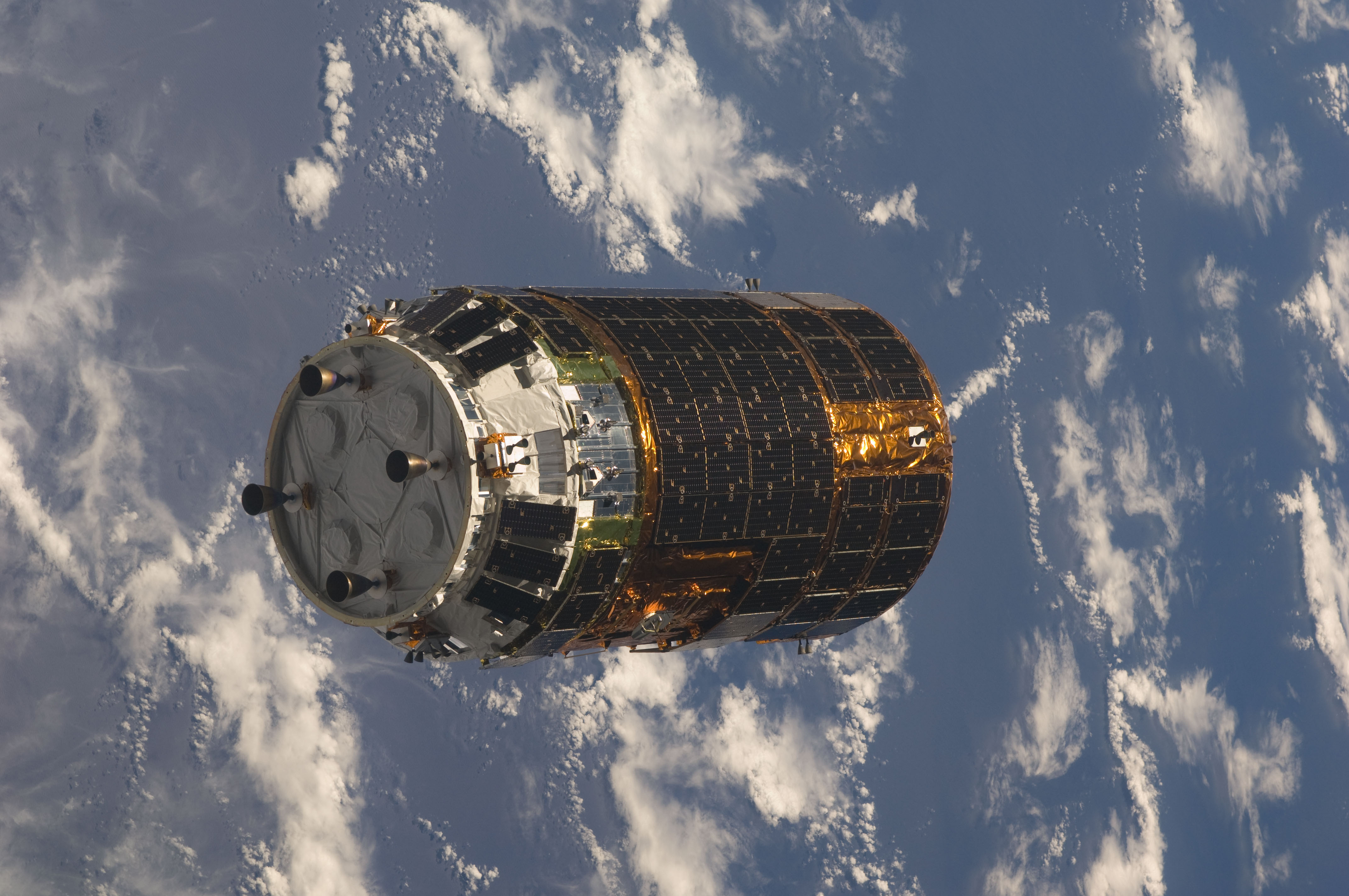
HTV-1

宇航研发机构使用前宇宙開發事業团的H-IIA运载火箭发射工程测试卫星及气象卫星等等。如發射X射线天文仪器的科学任务則一般用宇宙科学研究所的M-V固体燃料火箭進行。宇航研发机构正在与IHI、洛克西德·马丁及其它日本企业合作研制使用液化天然气的GX火箭。

## 载人航天

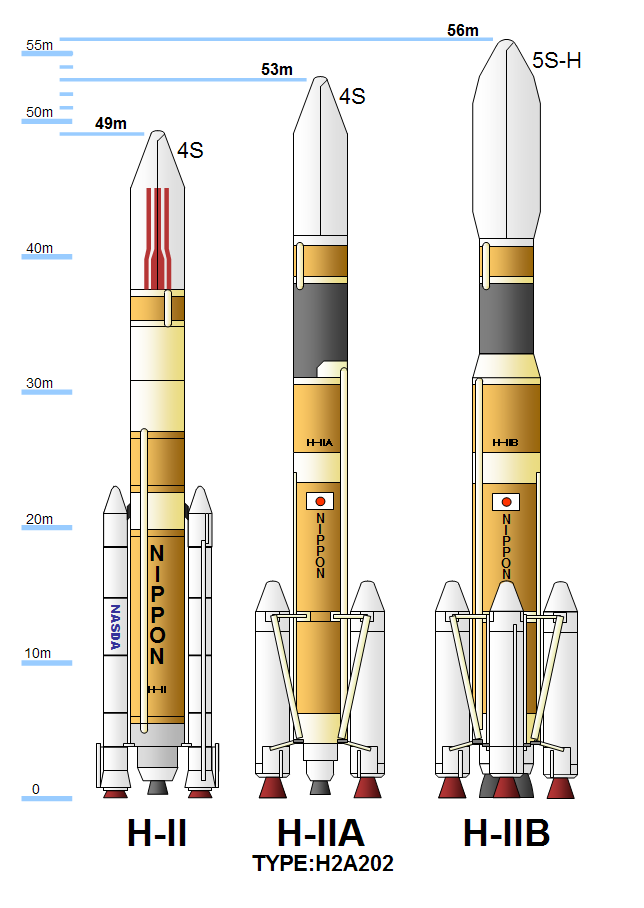
H-IIA、 H-IIB

日本具有無人運貨太空船，但還未開發自己的載人太空船。日裔美籍鬼塚承次是第一位日裔太空人；1985年1月24日，鬼塚首度升空，他乘坐發現號太空梭執行STS-51-C任務。而第一位日本國籍的日本宇航员是秋山豐寬，為东京广播公司（TBS）赞助的记者，他在1990年12月由联盟号TM-11登入和平号太空站，在和平号太空站停留了7日，苏联称为他们的第一次太空旅行，花费1,400万美元。
日本的第一位职业宇航员是宇宙开發事业团的毛利衛，於1992年由STS-47入太空。